# Christuskirche (Frankfurt-Westend)

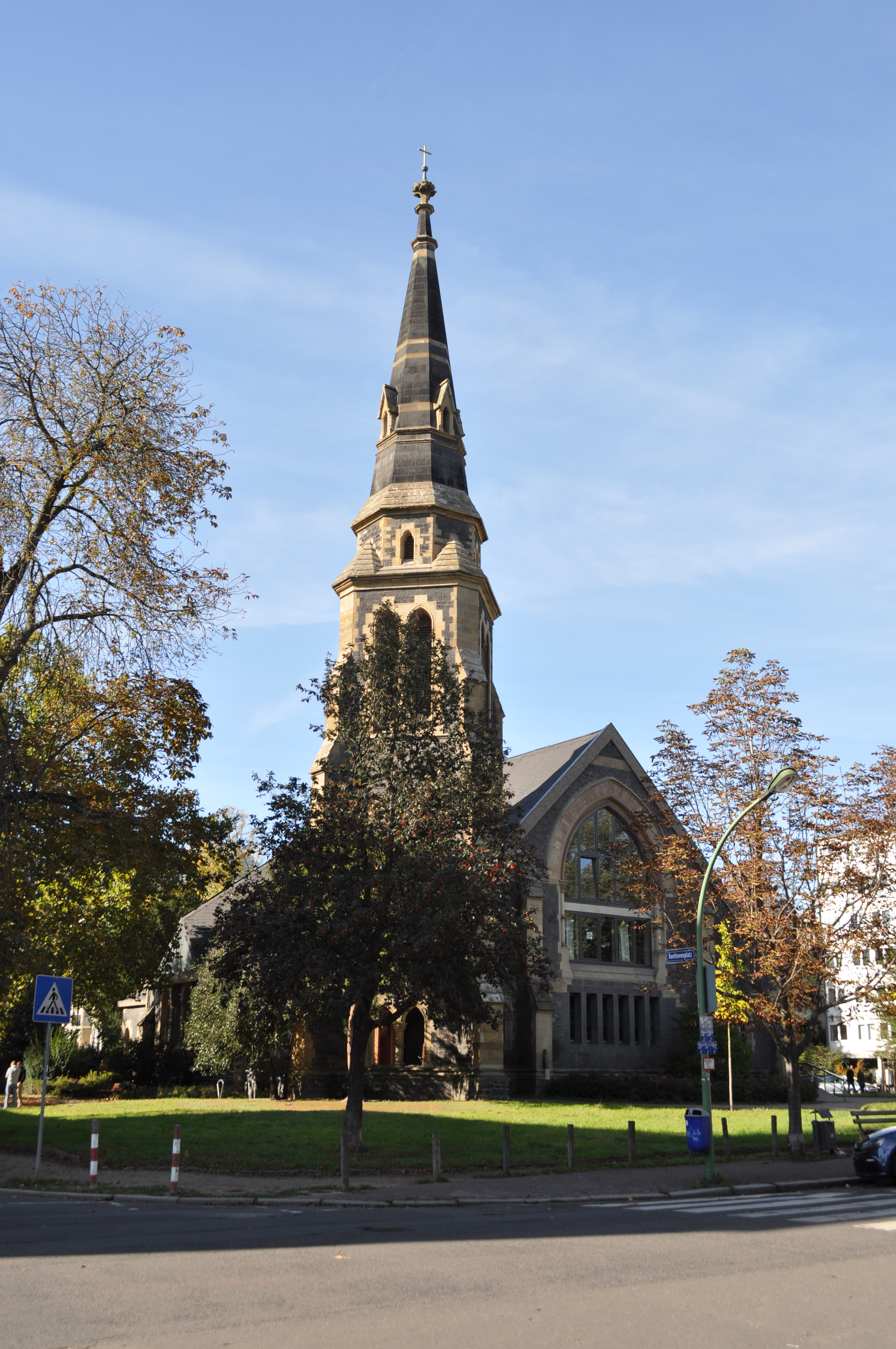
Die Christuskirche im Frankfurter Westend, Ansicht von Südosten

Die Christuskirche ist ein im späten 19. Jahrhundert im Stil des Historismus erbautes Gotteshaus im Stadtteil Westend-Süd der Stadt Frankfurt am Main. Das Kirchengebäude wird seit 1978 als ökumenisches Zentrum genutzt. Daran beteiligt sind die örtliche evangelische Christus-Immanuel-Gemeinde, eine Serbisch-Orthodoxe Gemeinde sowie die evangelische, ostafrikanische Oromo-Gemeinde Frankfurts. Das Gebäude steht unter Denkmalschutz des Landes Hessen.

## Geschichte und Architektur

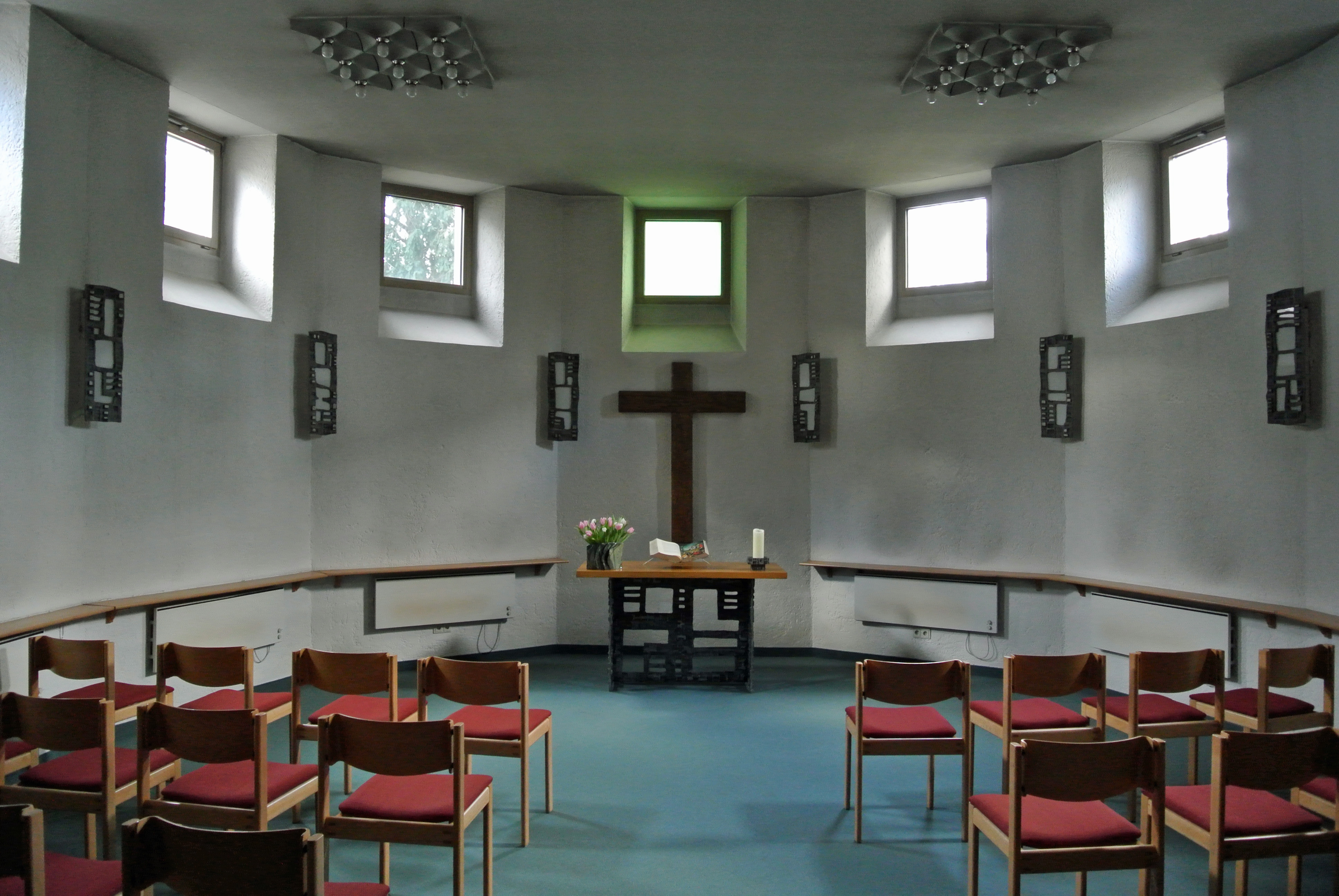
Eine der evangelischen Kapellen in der Christuskirche

Da die Evangelische Kirche im Konsistorialbezirk Frankfurt am Main nicht dazu in der Lage war, in dem am Ende des 19. Jahrhunderts schnell wachsenden Stadtteil Westend einen Kirchenneubau zu finanzieren, gründete der Frankfurter Kaufmann und Theologe Emil Moritz von Bernus (1843–1913) eine Stiftung zur kirchlichen Versorgung der Außenstadt und einen Frankfurter evangelisch-kirchlichen Hülfsverein als Personalgemeinde. Die Gemeinde pflegte eine pietistische Frömmigkeit, im Gegensatz zu der von der liberalen Theologie geprägten Landeskirche. Sie besteht noch heute als eigenständige Personalkirchengemeinde Christus-Immanuel.
Von 1881 bis 1883 ließ der Verein die Christuskirche auf dem Beethovenplatz errichten, zeitgleich mit der Entwicklung eines umgebenden Wohnviertels im Stil des Historismus. Der Bauantrag fand in der Stadtverordnetenversammlung keine Mehrheit, schließlich gab das Votum des damaligen Frankfurter Oberbürgermeisters Johannes von Miquel den Ausschlag.
Der aus Dänemark stammende Architekt Aage von Kauffmann entwarf eine neugotische dreischiffige Basilika. Bei der Gestaltung orientierte er sich an mittelalterlichen Kirchengebäuden der Bretagne und Englands.
Die Außenwände des Gebäudes aus grobem Naturstein sind durch behauene Stützpfeiler und Gewände gegliedert. Die Dächer der Seitenschiffe sind tief nach unten gezogen. Der Glockenturm, unter dem sich der Haupteingang der Kirche befindet, schließt um 45° gedreht seitlich neben dem Hauptschiff an. Neugotische Maßwerkfenster prägen die Fassade.
Das Kirchengebäude wurde im Zweiten Weltkrieg bei zwei Luftangriffen auf Frankfurt am 4. Oktober 1943 und am 18. März 1944 stark beschädigt und blieb danach über dreißig Jahre eine Ruine. Lediglich in einer Baracke fanden Gottesdienste statt. In den Jahren 1976 und 1977 wurde die Kirche als eine der letzten Frankfurter Kriegsruinen wiederaufgebaut und am 28. Februar 1978 als Ökumenisches Zentrum eingeweiht. In den ehemaligen Seitenschiffen und in der Apsis wurden kapellenartige Räume eingerichtet, die zum Mittelschiff hin geöffnet werden können. Die verschiedenen Glaubensgemeinschaften gestalteten die Kapellen nach ihren liturgischen Anforderungen. Der im Mittelschiff gelegene Hauptraum kann bei Bedarf mitgenutzt werden, indem mobile Holzwände zur Seite geschoben werden. So kann jede der drei in der Kirche beheimateten Gemeinden Gottesdienste eigenen Charakters feiern.

## Geläut
Die drei Glocken aus der Zeit der Errichtung der Kirche stammten von der Glockengießerei Schilling: 1) e1,  Vergebung der Sünden, 2) g1, Auferstehung der Toten, 3) h1, 291 kg, Und ein ewiges Leben. Die kleinste Glocke wurde im Jahr 1917 im Rahmen der Metallspende des deutschen Volkes des Ersten Weltkriegs für Rüstungszwecke abgeliefert. Im Jahr 1933 wurde von der Glocken- und Kunstgießerei Rincker eine neue Glocke gegossen: h1, 300 kg, Ewiges Leben. 1939 mussten die beiden größeren Glocken für Rüstungszwecke des Zweiten Weltkriegs abgegeben werden. Die kleinste Glocke überstand einen Brand der Kirche von 1944 und wurde wieder aufgehängt.

## Die Christuskirche in der Literatur
Die Christuskirche findet Erwähnung im Roman Westend des Frankfurter Schriftstellers Martin Mosebach. In diesem Werk Mosebachs, das in Teilen in (fiktiven) Häusern und (real existierenden) Straßen des Westends um den Beethovenplatz spielt, wird der geplante Abriss des beschädigten Kirchenbaus thematisiert. Alfred Labonté, eine der Hauptfiguren des Romans, beteiligt sich an einer Unterschriftensammlung, um den Abriss der Christuskirche zu verhindern.